# The Spoils of Poynton
The Spoils of Poynton (em português, Os espólios de Poynton) é um romance de Henry James, primeiramente publicado sob o título de The Old Things (As velharias) em The Atlantic Monthly, como série em 1896, e como livro em 1897. Este romance breve descreve a luta entre a sra. Gereth, uma viúva de gosto impecável e vontade de ferro, e seu filho Owen, em relação a uma casa repleta de móveis antigos de valor. A história é contada principalmente sob a perspectiva de Fleda Vetch, uma jovem apaixonada por Owen, mas simpatizante com a angústica da sra. Gereth de perder as antiguidades que pacientemente colecionou.

## Enredo
A viúva Adela Gereth conta à sensível e educada Fleda Vetch que tela teme que seu filho Owen se case com a rude Mona Brigstock. Owen logo se torna noivo de Mona e quer levá-la a Poyton, a casa da família, repleta com os movéis e objetos de arte cuidadosamente coleciondados pela sra. Gereth. Ele gostaria que Fleda ajudasse sua mãe a sair da casa com o mínimo de confusão.
A sra. Gereth se muda para Dicks, uma casa menor pertencente também à família. Fleda visita a casa e fica aborrecida que a sra. Gereth a tenha mobiliado com as melhores peças de Poynton. Owen diz que Mona se aborrece com o "roubo" da valiosa parte da herança. Enquanto isso, Owen fica cada vez mais atraído por Fleda, ao invés de pela crua Mona; e eventualmente declara seu amor por ela. Fleda insiste que ele honre seu noivado com Mona, a menos que ela o rompa.
A sra. Gereth finalmente devolve a mobília fina a Poynton. Depois de alguns dias, Owen e Mona se casa, e viajam para o exterior. Fleda recebe uma carta de Owen dizendo para que ela escolha uma peça de Poynton para si. Fleda vai a Poynton, mas encontra a propriedade destruída pelo fogo.